# ГЕС Бланда
ГЕС Бланда (Blöndustöd) – гідроелектростанція на північному заході Ісландії. Споруджена на річці Бланда, яка впадає у затоку Гренландського моря Хунафлоуї (на схід від півострова Вестфірдір).
Під час спорудження станції, яке тривало з 1984 по 1992 рік, на Бланді звели земляну греблю висотою 44 метри та довжиною 800 метрів. Крім того далі на захід за водорозділом на струмку Kolkavisl (сточище річки Vatnsdalsá, яка тече паралельно до Бланди) облаштували греблю висотою 25 метрів та довжиною 1300 метрів. Створений цими спорудами підпір дозволяє утримувати водосховище площею поверхні 57 км2 із об’ємом 400 млн м3. Звідси по лівобережжю Бланди тягнеться дериваційна система довжиною 25 км, яка включає канал та розташовані на ньому озера Prístikla – Smalatjörn – Austara-Friðmundarvatn – Gilsvatn. Останнє має площу поверхні 5 км2 при об’ємі 20 млн м3 та утворене за допомогою греблі Гілса висотою 34 метри та довжиною 1000 метрів.
Машинний зал, споруджений у підземному виконанні на глибині 200 метрів, має розміри 66х12 метрів та висоту 28 метрів. Доступ до нього здійснюється через тунель довжиною 0,8 км. Основне обладнання включає три турбіни типу Френсіс потужністю по 50 МВт, які працюють при напорі у 287 метрів та забезпечують виробництво 720 млн кВт-год електроенергії на рік. Відпрацьована вода по тунелю довжиною 1,7 км відводиться назад у Бланду.
Турбіни та генератори для ГЕС поставлені японською компанією Sumitomo із заводу Fuji Electric у Норвегії.
Видача продукції відбувається по ЛЕП, що працює під напругою 132 кВ.